# Тузов, Николай Иосифович
Николай Иосифович Тузов (13.12.1923 — 18.01.2002) — стрелок 568-го стрелкового полка, гвардии красноармеец. Герой Советского Союза.

## Биография
Родился 13 декабря 1923 года в селе Губернское ныне Аргаяшского района Челябинской области. Окончил 4 класса. Работал в колхозе.
В январе 1942 года был призван в Красную Армию. На фронте с апреля того же года. Воевал в составе 568-го стрелкового полка 149-й стрелковой дивизии. Особо отличился в боях при форсировании реки Днепр и удержании плацдарма на правом берегу.
16 октября 1943 года в составе передовой группы форсировал реку Днепр в районе деревни Щитцы. В боях за расширение плацдарма первым поднимался в атаку. Был ранен, но оставался в строю.
Указом Президиума Верховного Совета СССР от 30 октября 1943 года за успешное форсирование реки Днепр, прочное закрепление плацдарма на правом берегу реки Днепр красноармейцу Тузову Николаю Иосифовичу присвоено звание Героя Советского Союза с вручением ордена Ленина и медали «Золотая Звезда».
Войну закончил сержантом, командиром пулемётного расчёта. Член ВКП(б)/КПСС с 1946 года. В 1946 году старший сержант Тузов был демобилизован.
Вернулся на родину. Жил в селе Байрамгулово Аргаяшского района. Работал председателем колхоза, управляющим отделением, председателем сельского совета.
Скончался 18 января 2002 года.
Награждён орденами Ленина, Отечественной войны 1-й степени, медалями.